# Mário Tilico
Mário Tilico, właśc. Amaro Gomes da Costa (ur. 30 kwietnia 1942 w Recife, zm. 9 października 2001 w Rio de Janeiro) – piłkarz brazylijski, występujący podczas kariery na pozycji napastnika.

## Kariera klubowa
Karierę piłkarską Mário Tilico rozpoczął w CR Vasco da Gama w 1963. W 1966 był zawodnikiem Bangu AC. Z Bangu zdobył mistrzostwo stanu Rio de Janeiro – Campeonato Carioca w 1966.
W latach 1966–1967 występował we Fluminense FC. Potem występował jeszcze w Portuguesie São Paulo oraz prowincjonalnych klubach.

## Kariera reprezentacyjna
Jedyny raz w reprezentacji Brazylii Mário Tilico wystąpił 19 września 1967 w wygranym 1-0 towarzyskim meczu z reprezentacją Chile.